# Anarquismo en Vietnam
El movimiento anarquista en Vietnam, tuvo su comienzo en los primeros años del siglo XX. Su personalidad más destacada fue Phan Boi Chau.

## Phan Boi Chau
Entre 1905 y 1908, Phan Boi Chau residió en Japón y desde allí escribió folletos políticos reivindicando la liberación de Vietnam del régimen colonial de Francia. Luego de ser forzado a abandonar Japón, pasó a China donde recibió influencias de Sun Yat-Sen. Conformó un nuevo grupo llamado la Liga de Restauración Vietnamita (Viet Nam Quang Phuc Hoi), basada en el modelo del partido republicano de Sun Yat-Sen. En 1925, agentes franceses lo capturaron en Shanghái, fue acusado de traición y se le condenó a prisión domiciliaria de por vida en Huế.

## Inicios

### Orígenes internacionales
Los pasos iniciales del anarquismo en Vietnam pueden rastrearse hasta algunas organizaciones, pensadores y activistas políticos en China y Japón, muy influenciados por Phan Boi Chau. El periódico anarquista chino Justicia Natural, fue fundado en 1907 por algunos anarquistas como Chang Chi, que era amigo de Chau. La Liga Mundial por la Humanidad, una organización internacionalista creada en 1912  a la que se incorporó Chau, no fue reconocida por el recientemente formado Gobierno Republicano de China, debido a su programa de “extrema izquierda”.